# Farmacopea
La farmacopea è un codice farmaceutico, cioè un complesso di disposizioni tecnico/scientifiche ed amministrative, di cui il farmacista si serve per il controllo della qualità dei medicamenti, delle sostanze e/o dei preparati finali, mediante l'indicazione di metodi di verifica chimico analitici e tecnologici delle specifiche di qualità, dei metodi di preparazione o della formulazione.
Contiene inoltre le disposizioni opportune e necessarie a regolare l'esercizio della farmacia.

## Farmacopee ufficiali
La "farmacopea ufficiale" è il testo normativo compilato da organismi statali di controllo delle varie nazioni (che si basano, a loro volta, sulle ricerche e sui giudizi di istituti universitari accreditati) che descrive i requisiti di qualità delle sostanze ad uso farmaceutico, le caratteristiche che i medicinali preparati debbono avere, suddivisi per categorie, ed elenca composizione qualitativa ed, a volte, quantitativa, nonché, in qualche caso, il metodo di preparazione di ogni farmaco galenico (i cosiddetti "preparati galenici officinali") che le farmacie di quel paese sono autorizzate a preparare, oltre a varie tabelle.
Affinché svolga con efficacia il suo ruolo di riferimento, la farmacopea ufficiale deve comprendere tutte le sostanze importanti dal punto di vista delle terapie.
Ogni Stato del mondo ha una propria farmacopea ufficiale. Molto autorevoli, ad esempio, sono considerate la F.U. (Farmacopea Ufficiale) italiana, la BP (British pharmacopoeia) inglese, la DAB (Deutsches Arzneibuch) tedesca e la USP (United States pharmacopoeia) statunitense.
In Giappone nel 1996 il ministero della sanità, con la supervisione del dipartimento dello sviluppo e della ricerca, ha deciso di promulgare la Japanese pharmacopoeia, ora giunta alla sua 14ª edizione, che costituisce la raccolta ufficiale degli standard farmaceutici giapponesi ed è utilizzata in tutta l'Asia.
In Europa è in corso un processo di armonizzazione sopranazionale dei testi delle principali farmacopee ufficiali attraverso la compilazione della farmacopea europea (PhEur), che tuttavia non fa riferimento all'Unione europea, comprendendo tra i Paesi membri della relativa commissione anche la Svizzera.
L'OMS ha invece il compito di compilare la farmacopea internazionale (PhI), pubblicata in prima edizione inglese e francese nel 1951, in seconda edizione nel 1967 e in terza edizione nel 1980.
In Italia, la farmacopea ufficiale è stata istituita dal testo unitario delle leggi sanitarie nel 1934.

## La Farmacopea Ufficiale (F.U.) della Repubblica Italiana
Essa viene redatta da una apposita commissione di esperti nominata dal ministero della sanità. Il testo dell'ultima edizione (la XII, che sostituisce a tutti gli effetti il testo base e il primo supplemento dell'XI edizione) della "«Farmacopea Ufficiale» della Repubblica italiana" è stato approvato con Comunicato del Ministero del Lavoro, della Salute e delle Politiche Sociali del 3 dicembre 2008 ed è entrato in vigore il 31 marzo 2009.

## Storia
Fin dai tempi antichi si denominavano Ricettario, Antidottario o simili tutte le raccolte di preparazioni medicamentose (elettuari, tinture e simili) che lo speziale preparava e conservava nella propria officina, talora complete del prezzo del farmaco, del modo di prepararlo e dei saggi per verificarne la qualità.
Secondo lo Tschirch (Handbuck der Pharmakognos. Tauchnitz, Leipzig, 1910) gli antichi egizi avrebbero posseduto una vera e propria Farmacopea ufficiale, opera di Imhotep, cancelliere del re Doset.
Si può tuttavia ragionevolmente affermare che le prime farmacopee furono quella araba, il Totum continens (Elhavi) di ar-Razi (865–925), e quella della Scuola medica salernitana (IX secolo), non dimenticando quella di Ibn al-Tilmīdh (1074–1165).
Celebri nel Medioevo furono il ricettario attribuito a Santa Ildegarda di Bingen, l'Antidotario di Simone da Genova e quello di Nicolò Preposito, l'Antidotarium Nicolai. Nel tardo Medioevo questa era una delle opere farmaceutriche di riferimento e fu pubblicata a stampa nel 1471 a Venezia e tre anni dopo a Roma.
La prima farmacopea ufficiale fu redatta sotto l'auspicio e la tutela di Federico II, re di Sicilia, nel secolo XIII.
Per la prima volta l'opera farmaceutica era redatta per ordine dell'autorità governativa. Nei secoli successivi, la farmacopea assunse il carattere di documento ufficiale al quale tutti dovevano conformarsi e attenersi.

### Le farmacopee cittadine

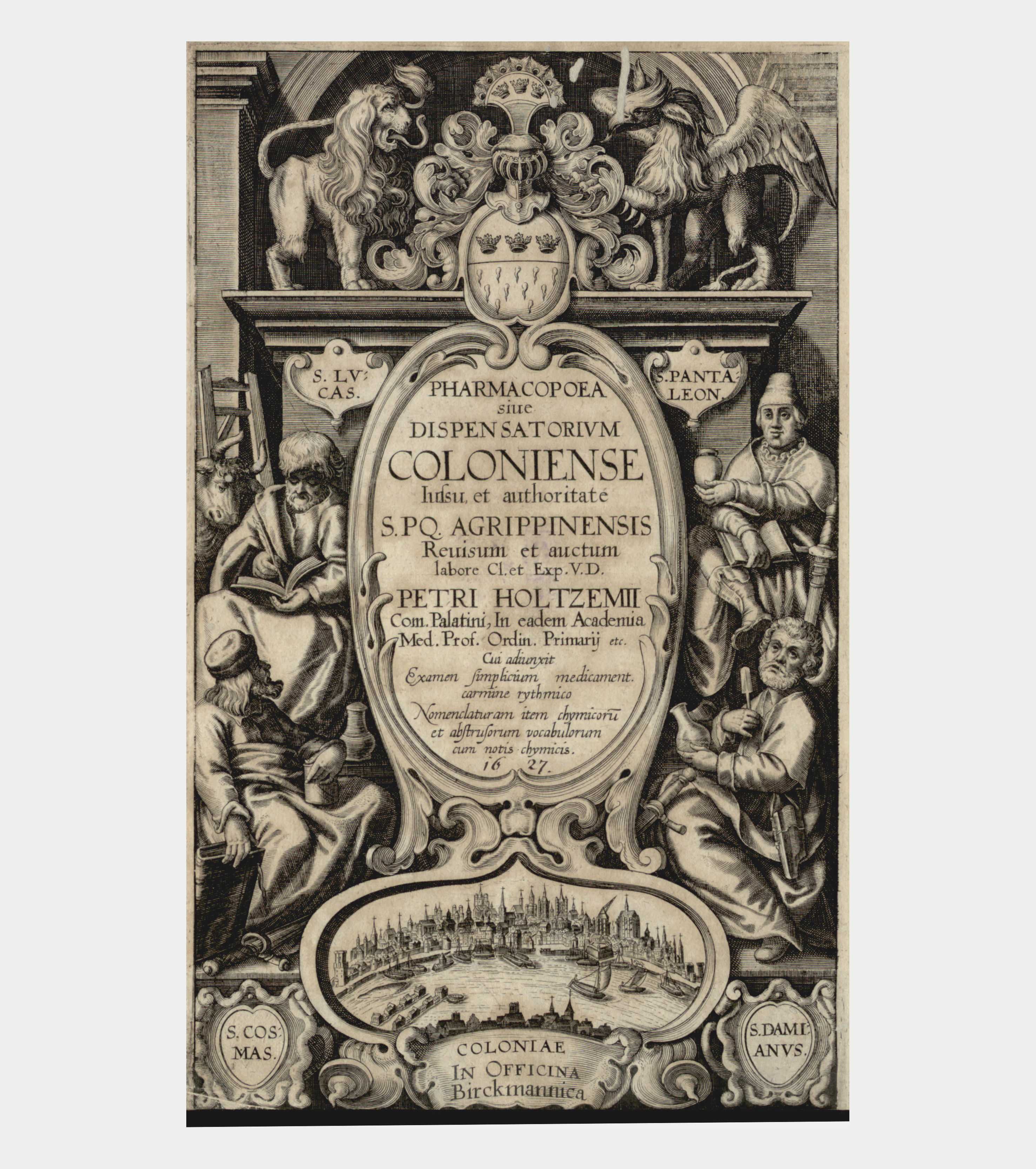
La Pharmacopoea Coloniensis del 1627

Al principio dell'età Moderna, complice l'invenzione della stampa, si diffusero le farmacopee ufficiali, che fino alla metà del secolo XVIII furono redatte sotto il controllo dell'autorità cittadina.
La prima edizione del Ricettario Fiorentino venne stampata già nel 1499. Il titolo completo dell'opera era Nuovo Receptario composto dal famossisimo Chollegio degli eximii Doctori della Arte et Medicina della inclita ciptà di Firenze.
Nei territori aragonesi la Concordia Apothecariorum Barchinonensium di Barcellona risale al 1511, mentre la Concordia Aromatariorum Civitatis Cesarauguste di Saragozza è del 1546.
In Germania la città libera di Norimberga pubblicò nel 1548 la Pharmacorum conficiendorum ratio di Valerio Cordo con valore ufficiale, mentre la Pharmacopoeia Augustana di Augusta apparve nel 1567. 
La parola "farmacopea" fu usata per la prima volta dalla città di Basilea nel 1561 come titolo della Pharmacopœia medicamentorum omnium.
Nella seconda metà del Cinquecento si dotarono di una farmacopea ufficiale città come Mantova (Antidotarium Mantuanorum del 1559), Venezia (Ricettario utilissimo et molto necessario a tutti gli spetiali che vogliono preparare le medicine regolarmente del 1560), Bologna (Antidotarium Bononiensis del 1574) e Roma (Antidotarium Romanum del 1583). Nel 1580 ebbe una farmacopea il comune di Bergamo, in seguito anche Parma e Piacenza.
Nel Seicento apparvero farmacopee in tutta l'Europa occidentale: a Valencia (Officina Medicamentorum del 1601), Londra (1618), Colonia (Pharmacopoea sive Dispensatorium Coloniense del 1627), Lione (Pharmacopoea Lugdunensis del 1628), Amsterdam (Pharmacopoea Amstelredamensis del 1636), Parigi (Pharmacopoea Parisiensis del 1639), Lilla (Pharmacopœia Lillensis del 1640), Bruxelles (Pharmacopoeia Bruxellensis del 1641), Copenaghen (Dispensatorium Hafniense del 1658).
L'Antidotario napoletano fu pubblicato nel 1640: esso, peraltro, sostituiva la precedente farmacopea del 1614.
Nel Settecento le farmacopee assunsero un'impostazione scientifica di tipo chimico-farmaceutico. In questo senso la svolta era stata rappresentata dalla Pharmacopée universelle di Nicolas Lémery, pubblicata a Parigi nel 1697. 
Sul solco di quest'ultima uscirono nel 1727 il Ricettario Viennese e nel 1736 la Pharmacopoea Taurinensis, che sarà sostituita nel 1846 dalla Farmacopea per gli Stati Sardi, così come le farmacopee di Leida (Pharmacopoea Leidensis del 1718) e di Edimburgo del 1756.

### Le farmacopee nazionali
A partire dalla fine del Settecento iniziarono ad essere emanate in alcuni stati europei delle farmacopee nazionali, vigenti in ampi territori. Così avvenne in Danimarca (Pharmacopoea Danica del 1772), Svezia (Pharmacopoea Suecica del 1775), Russia (Pharmacopoea Rossica del 1778), Austria (Farmacopea Austriaco-Provincialis del 1774), Spagna (Pharmacopea Hispana del 1794).
Negli anni successivi al Congresso di Vienna vennero pubblicate farmacopee nazionali in Francia (Pharmacopœia Gallica del 1818), Stati Uniti (The Pharmacopœia of the United States del 1820), Paesi Bassi (Pharmacopoea Belgica del 1823).
Il processo raggiunse il suo completamento alla metà dell'Ottocento, complici le unificazioni nazionali, con l'emanazione di farmacopee ufficiali in Gran Bretagna (British Pharmacopoeia o Pharmacopoeia Britannica del 1864), Svizzera (Pharmacopoea Helvetica del 1865) e Germania (Pharmacopoea Germanica del 1873).
Il 3 maggio del 1892 venne pubblicata la prima Farmacopea Ufficiale del Regno d'Italia che inglobava le farmacopee in vigore prima dell'unificazione dell'Italia.

### Le farmacopee sovrannazionali
Con l'affermazione dei medicinali prodotti dall'industria farmaceutica e spesso coperti da brevetti, le preparazioni galeniche officinali, e quindi le farmacopee, hanno perso l'importanza che avevano in passato. Tuttavia, ogni nazione ha ancora la propria farmacopea ufficiale, periodicamente aggiornata, ed è in corso un processo di ulteriore unificazione, questa volta a livello sovrannazionale.
Ne sono esempio la Farmacopea europea, non limitata alla sola Unione europea, e la Farmacopea internazionale, promossa dall'Organizzazione mondiale della sanità.